# Snedsträva
Snedsträva är en byggnadsteknisk term för en tvärslå snett över en konstruktion i avsikt att stadga konstruktionen.
Snedsträva används vid grindar, dörrar, stängsel och klockstaplar.